# Mekka
Mekka er en by i det vestlige Saudi-Arabien med et indbyggertal på 2.427.924 (2022). Den er hovedbyen i det saudiarabiske landområde Hijaz. Siden det 7. århundrede har det været en central by i islam. Ifølge islams lære fik Profeten Muhammed sin første åbenbaring lige uden for byen, da han var 40 år gammel. Byen er hans fødeby, og ifølge islam er Mekka en hellig by, hvor kun muslimer må opholde sig. Den islamiske pilgrimsfærd hadj går normalt til Mekka, hvor pilgrimmene udfører en række ritualer. Hvert år besøges byen af over en million pilgrimme. Det vigtigste religiøse samlingspunkt i byen er den syvtårnede moské Al-Haram-moskeen (Masjid al-Haram). I moskeens gård er ka'baen symbol på guds enhed. Når muslimer verden over beder, vender de sig med retning imod ka'baen i Mekka. Ifølge islam bør enhver muslim tage en pilgrimsfærd til Mekka mindst en gang i livet.

## Mekkas historie
Mekka ligger i Hijaz-ørkenen ved Rødehavet. Også før Muhammeds tid var den en vigtig by. Den lå ved den arabiske handelsvej for krydderier og røgelse, som gik mod syd til Egypten, Jidda, den Persiske Bugt og Mesopotamien.
Den muslimske tradition fortæller, at købmanden Muhammed i 609 for første gang så englen Gabriel i en åbenbaring i ørkenen udenfor Mekka. Muhammed fortalte om sit syn i byen, men han formåede kun at overbevise få af dens indbyggere. Til sidst måtte han flygte derfra til Medina. I 630 kom Muhammed tilbage som leder for en muslimsk hær på omkring 10.000 mand. Byen overgav sig hurtigt uden kamp. Indbyggerne blev mildt behandlet, og Muhammed krævede kun, at det hedenske gudebillede ved Ka'baen skulle fjernes. Byens leder, Abu Sufyan, valgte selv at konvertere til islam, og størstedelen af indbyggerne fulgte hans eksempel.

## Mekka og Islam
Mekka er den vigtigste by i islam. Da hændelserne i Mekka fandt sted før opdelingen i shia- og sunni-muslimer, er byen hellig for begge retninger. Al-Haram-moskeen bliver af muslimer regnet for det helligste sted i verden.
En af de fem søjler i islam er at besøge Mekka mindst én gang i livet, under hadj-måneden. En pilgrimsrejse til Mekka uden for hadj-måneden dhu al-hidja er også en hellig handling, som bliver kaldt umra. 
I Mekka besøger pilgrimmene Ka'baen og den hellige zamzamkilde. De drager også gerne til landsbyen Mina og Arafatbjerget i nærheden af Mekka.

## Sundhedsvæsen
Sundhedsvæsnet er kontrolleret af den saudiske regering og er gratis for alle pilgrimme. Der er fem store hospitaler i Mekka:
- Ajyad Hospital (arabisk: مستشفى أجياد)
- King Abdul Aziz Hospital (arabisk: مستشفى الملك عبدالعزيز)
- Al Noor Hospital (arabisk: مستشفى النور)
- Sheesha Hospital (arabisk: مستشفى الششة)
- Hira Hospital (arabisk: مستشفى حراء)

## Tragedier
Flere dødsulykker er sket forbindelse med de store menneskemængder, som samler sig i Mekka under hadj. Den værste skete i 1990, da 1.426 blev trampet ihjel i en tunnel. Lignende ulykker i 1994, 1998 og 2004 dræbte henholdsvis 270, 180 og 251. Myndighederne i Saudi-Arabien prøver at forhindre flere ulykker ved at sætte grænser for, hvor mange som må besøge landet og ved at overvåge folkemasserne under hadj. Alligevel kan der stadig ske ulykker som i 2006, da et hus faldt sammen og dræbte 76. I 2015 omkom cirka 1000 mennesker, da der udbrød panik blandt en gruppe pilgrimme i en forstad til Mekka.
Mekka har også været udsat for terrorisme og religiøse/politiske demonstrationer. I 1989 dræbte bomber i Al-Haram-moskeen en pilgrim, mens sammenstød mellem antivestlige demonstranter og saudiarabiske sikkerhedsstyrker førte til, at 400 døde.

## Mekka og ikke-muslimer
Før Mekka i 1970'erne blev åbnet for ikke-muslimer, har flere alligevel sneget sig ind forklædt som muslimer. En af de mest kendte er Richard Francis Burton, som kom ind i byen i 1835. Han fortalte om oplevelserne i sin bog Personal Narrative of a Pilgrimage to Al Madinah and Meccah.